# Lago de Podo
El lago de Podo (en occitano estanh de Pòdo) es un lago de origen glaciar situado a 2455 m s. n. m., en el municipio de Alto Arán, en la comarca del Valle de Arán (Lérida, España). 
Tiene una superficie de 4 ha, está situado a los pies del Tuc de Podo (2729 m), es uno de los mayores lagos del Circo de Colomers, situado en la parte alta del circo en sus proximidades se encuentran el Estanh Gelat, lago de Ratera de Colomers y el lago del Pico de Colomers. 
El circo glaciar de Colomèrs cuenta con más de 50 lagos, está coronado por cumbres que superan los 2500 metros, como el Tuc de Ratera (2862 m) o el Gran Tuc de Colomers (2933 metros).